# DEC Salzburg Eagles
Der DEC Salzburg Eagles ist der erste österreichische Damen-Eishockeyklub aus der Stadt Salzburg. Der Verein spielt seit 2002/03 in der höchsten österreichischen Damenliga und gewann bisher zwei Mal die österreichische Staatsmeisterschaft.

## Geschichte

### Gründungsgeschichte
Im Frühjahr 2000 fanden sich einige sportbegeisterte Salzburger Mädchen zusammen um eine Eishockeymannschaft ins Leben zu rufen. Die größtenteils aus Schülerinnen bestehende und von Hannes Kreuzer trainierte Hobby- und Freizeitmannschaft absolvierte im Sommer ihr erstes Trockentraining und ging im Winter desselben Jahres erstmals aufs Eis. Nachdem die Mannschaft dabei mit Ernüchterung ihre tatsächliche Leistungsschwäche feststellten musste, beschlossen die Spielerinnen den Eishockeysport künftig professionell und ernsthaft zu betreiben.
Auf Initiative des Gönners Thomas Seywald, Gründer und Inhaber der weit über die Salzburger Landesgrenzen hinaus bekannten „Galerie Seiwald“ in der Salzburger Sigmund-Haffner-Gasse, wurde die Mannschaft als eigene Damensektion in den Verein EC The Red Bulls Salzburg aufgenommen. Als weitere Maßnahme beschloss der Klub nunmehr die Teilnahme an der Landesmeisterschaft, in der die Salzburgerinnen jedoch in ihrer ersten Saison 2000/2001 mit nur einem Punkt abgeschlagen den letzten Tabellenplatz belegten. Nach der misslungenen Auftaktsaison wurde im Sommer 2001 das Training intensiviert und im Herbst zusätzlich erstmals ein Trainingslager abgehalten. Noch vor Meisterschaftsbeginn kam es infolge von Differenzen mit der Vereinsführung zur Trennung von den Red Bulls und zur Gründung des eigenständigen Dameneishockeyvereins „EC The Ravens Salzburg“.
Erster Obmann des neuen Vereins wurde Thomas Seywald, Schriftführer Wilbert Herzog und Kassier Sonja Winkler. Das Vereinswappen, ein Rabe mit einem Puck im Schnabel, wurde vom bekannten österreichischen Zeichner und Grafiker Paul Flora, dem Schwiegervater Seywalds, gestaltet und zur Verfügung gestellt. Der Rabe an sich ist auch das persönliche Wappentier Floras, wodurch sich auch der Vereinsname der „Ravens“ zwangsläufig ergab.

### Aufstieg in die Bundesliga und dreimaliger Vizemeistertitel
| Saison  | Liga | Platzierung                                    |
| ------- | ---- | ---------------------------------------------- |
| 2002/03 | DEBL | 2. Platz Play-off: Vizemeister                 |
| 2003/04 | DEBL | Grunddurchgang: 2. Platz Play-off: Vizemeister |
| 2004/05 | DEBL | Grunddurchgang: 1. Platz Play-off: Vizemeister |

In der Landesmeisterschaft 2001/02 führte Trainer Hannes Kreuzer die Salzburgerinnen als bestes österreichisches Team überraschend auf den zweiten Platz hinter der Mannschaft aus dem italienischen Sterzing und erreichte damit mit den Ravens erstmals den Aufstieg in die Dameneishockey-Bundesliga (DEBL). 2002/03 spielten die Ravens damit erstmals in der österreichischen Bundesliga und erreichten bereits im Grunddurchgang überraschend den zweiten Tabellenrang hinter den EHV Sabres aus Wien. Nach dem Aufstieg gegen die Klagenfurter Dragons unterlagen die Salzburgerinnen in zwei Finalspielen ihren Wiener Konkurrentinnen deutlich mit 3:9 und 2:8, feierten mit dem Finaleinzug aber erstmals in ihrer noch kurzen Vereinsgeschichte den Gewinn des österreichischen Vizemeistertitels. Am Saisonende folgten einige personelle Veränderungen. Thomas Seywald übergab das Amt des Vereinsobmanns an Wilbert Herzog, blieb dem Klub aber weiterhin als Sponsor erhalten. Auf den Erfolgstrainer Kreuzer, der sich ins Privatleben zurückzog, folgte als Spielertrainerin Vera Pancakova.
Das Spieljahr 2003/04 zeigte die Salzburgerinnen nach dem Grunddurchgang der Bundesliga mit vier Punkten Vorsprung auf die Sabres erstmals an erster Stelle der Tabelle. Nach Erfolgen über die Klagenfurter Dragons in den Play-off-Spielen unterlagen die Ravens im Finale den Sabres allerdings in drei Spielen (2:4, 5:4 und 3:6) und wurden erneut österreichischer Vizestaatsmeister.
Die Saison 2004/05 begann erneut mit Veränderungen im Vereinsvorstand. Als sportlicher Leiter kehrte der ehemalige Obmann Thomas Seywald zurück. Die bisherige Trainerin Vera Pancakova verließ den Verein, da sowohl die sportliche Leitung wie auch der Vorstand übereinstimmten, dass sie die Spielerinnen in ihrer sportlichen Entwicklung nicht weiterbringen konnte. Nach dem Grunddurchgang belegten die Ravens den ersten Platz in der Liga. In den Play-off-Spielen bezwangen die Salzburgerinnen den EHC Vienna Flyers mit 8:1 und 10:4 und stiegen souverän ins Finale auf. Dort unterlagen sie erneut ihrem „Erzrivalen“ EHV Sabres mit 2:4 in beiden Begegnungen, holten damit aber bereits zum dritten Mal in Folge den Vizemeistertitel an die Salzach. In der neu gegründeten Elite Women’s Hockey League mit Teilnehmern aus Italien, Ungarn, Slowenien und Österreich, spielten sich die Ravens hinter den Sabres aus Wien (Meister), Terme Maribor, Agordo Hockey und den Eagles Bozen mit einem Rückstand von zehn Punkten auf den Meister an die fünfte Stelle. In derselben Saison kam es zur Gründung einer erfolgreichen Spielgemeinschaft zwischen dem B-Team der Ravens und den Kundl Crocodiles. Durch den Gewinn der B-Liga qualifizierte sich die SPG Kundl/Salzburg für die Bundesliga, womit Salzburg im folgenden Spieljahr mit zwei Mannschaften in der obersten Liga vertreten war.

### Erster Staatsmeistertitel für ein Salzburger Eishockeyteam
Zu Saisonbeginn 2005/06 übernahm der österreichische A-Lizenz-Trainer Heinz Schiller das Traineramt bei den Salzburgerinnen. Im selben Jahr gründete Thomas Seywald gemeinsam mit dem kanadischen Trainer Kim Perepeluk die International Hockey Academy in Salzburg. Zielsetzung der Akademie war der systematische und regelmäßige Austausch junger Spielerinnen bzw. Schülerinnen aus Salzburg und den Heimatländern des Eishockeysports, den USA und vor allem Kanada.
In der Bundesliga kam es in dieser Saison zu einer grundlegenden Reform. Die vier besten Vereine spielten in der EWHL und griffen erst in den Play-off-Spielen in den Kampf um den österreichischen Meistertitel ein. Der Grunddurchgang in der Bundesliga wurde mit sechs Mannschaften gespielt, darunter erstmals die Spielgemeinschaft Kundl/Salzburg, die aus Spielerinnen der Kundl Crocodiles und der Salzburger Ravens bestand. Die vier bestplatzierten Vereine des Grunddurchgangs qualifizierten sich für die Play-off-Spiele, wobei jedes Bundesligateam gegen eine Mannschaft aus der EWHL antrat.
| Saison  | Liga | Platzierung                                |
| ------- | ---- | ------------------------------------------ |
| 2005/06 | DEBL | Grunddurchgang: 1. Platz Play-off: Meister |
| 2006/07 | DEBL | Play-off: Vizemeister                      |
| 2007/08 | DEBL | Play-off: Vizemeister                      |
| 2008/09 | DEBL | Play-off: Meister                          |
| 2009/10 | DEBL | Play-off: Vizemeister                      |

Die Ravens trafen im Viertelfinale auf die SPG Kundl/Salzburg, die im Grunddurchgang den dritten Rang belegte und besiegten ihre eigene B-Mannschaft mit 9:0 und 12:0 deutlich. Mit zwei Siegen gegen die EHV Sabres im Halbfinale (8:2, 4:2) erreichten sie zum vierten Mal in Folge das Play-off-Finale. Gegner war dieses Mal der DEC Dragons Klagenfurt, der den Salzburgerinnen im ersten Finalspiel am 25. Februar 2006 in der Salzburger Eishalle nichts entgegensetzen konnte und mit 2:15 deklassiert wurde. Das Rückspiel am 4. März endete mit 3:0 für die Salzburger Mannschaft, die sich damit fünf Jahre nach der Vereinsgründung als „Österreichischer Staatsmeister Dameneishockey 2006“ (so die offizielle Bezeichnung) feiern lassen durfte. Dies war umso bemerkenswerter, da es nämlich der erste Gewinn eines Staatsmeistertitels einer Salzburger Mannschaft im österreichischen Eishockeysport überhaupt war, und nachdem der EC The Red Bulls, der in Salzburg in den Jahren zuvor einen wahren Eishockeyboom auslöste, in der Meisterschaft der Herren knapp gescheitert war, die Salzburger Öffentlichkeit nun endgültig auch von den Erfolgen der Damenmannschaft Notiz nahm.
In der um Klubs aus Kroatien und der Slowakei erweiterten Elite Women’s Hockey League errangen die Ravens in der „Süd-West Division“ den dritten Rang und nach den, in diesem Bewerb erstmals durchgeführten Play-off-Spielen gegen die Vereine der Nord-West Division, den fünften Endrang.
Für die Saison 2006/07 verstärkte sich der EC The Ravens Salzburg mit drei Gastspielerinnen aus Kanada und den USA, die alle über die International Hockey Academy verpflichtet wurden. Große Erwartungen setzen die Salzburgerinnen auch in die Rückkehr von Kerstin Oberhuber, die nach ihrem Auslandsaufenthalt nun wieder für die Ravens spielte. Als Ziel wurde von Trainer Schiller und der Vereinsleitung die Titelverteidigung in der österreichischen Meisterschaft und ein Platz in den Top Drei der EWHL vorgegeben.
In den folgenden zwei Spielzeiten gewannen die Ravens jeweils den Vizemeistertitel, bevor sie 2009 erneut Staatsmeister werden konnten.

### Umbenennung in DEC Salzburg Eagles
Nachdem an einer Generalversammlung der Gründer des Vereins im Jahr 2010 an der Vereinsspitze abgelöst wurde, schuf der Verein ein neues Logo, welches sich vom bisherigen Hauptlogo wesentlich unterscheidet. Statt eines Raben mit einem Puck im Schnabel, dient nun ein Adler mit einem Eishockeyschläger als Abbildung. Der Vereinsname wurde entsprechend der Logoänderung in DEC Salzburg Eagles geändert.

## Titel und Erfolge
- Österreichischer Meister: 2006, 2009
- Österreichischer Vizemeister: 2003, 2004, 2005, 2007, 2008, 2010, 2011, 2013, 2014, 2015, 2016, 2017, 2018, 2019, 2021
- Vizemeister der EWHL: 2007, 2008, 2010, 2016, 2017[1]